# Como Era Gostoso o Meu Francês
Como Era Gostoso o Meu Francês is een Braziliaanse filmkomedie uit 1971 onder regie van Nelson Pereira dos Santos.

## Verhaal
In de 16e eeuw wordt een Fransman in Brazilië gevangengenomen en haast vermoord. Hij weet echter te ontsnappen en valt in de handen van de Portugezen. Vervolgens wordt hij na een veldslag krijgsgevangen gemaakt door de indianenstam Tupinambás. Hij zal hun leren hoe ze een kanon moeten gebruiken.

## Rolverdeling
| Acteur                  | Personage  |
| ----------------------- | ---------- |
| Arduíno Colassanti      | Fransman   |
| Ana Maria Magalhães     | Seboipepe  |
| Eduardo Imbassahy Filho | Cunhambebe |
| Manfredo Colassanti     | koopman    |
| José Kléber             | Ipiraguaçu |
| Gabriel Archanjo        | Mbiratata  |